# 向井秀徳
向井 秀徳（むかい しゅうとく、本名読み : ひでのり、1973年10月26日 - ）は、日本のミュージシャン。ZAZEN BOYSのボーカル。KIMONOSのメンバー、元ナンバーガールのボーカルとしても知られる。

## 来歴
1973年に佐賀県北茂安町（現・みやき町）に生まれ、幼少時を大阪府高槻市で過ごした。小学校低学年の頃、8歳離れた兄からプリンスを無理矢理聴かせられ、その影響で洋楽に興味を持った。
中学生になりギター演奏を始め、最初にコピーしようと思ったのがレッド・ツェッペリン の「アキレス最後の戦い」だったが難易度が高くコピーを断念、作曲を始めた。
佐賀県立鳥栖高等学校卒業後、映画監督になるために日本大学芸術学部を受験するが不合格。ライブハウスのPAや、久留米市の外人バーでバーテンダーとして働き、1995年に中尾憲太郎らとナンバーガールを結成。ボーカル・ギターを担当した。
ナンバーガールは2002年に解散し、その後「無戒秀徳アコースティック&エレクトリック」名義で（後に「向井秀徳アコースティック&エレクトリック」に変名）ソロ活動を開始、またロックバンド、ZAZEN BOYSを結成、ボーカル・ギター・キーボードを担当している。
2007年には自身のスタジオであるMATSURI STUDIOにて、Scoobie Doのレコーディングにエンジニアとして参加した。2010年にはSuiseiNoboAzのファーストアルバムにおいて、レコーディング・ミックス・プロデュースを担当した。
2010年よりLEO今井とKIMONOSを結成。
2019年2月、自らの呼びかけでナンバーガールが再結成され、2022年に再解散された。その間に、フジテレビの生放送「FNS音楽特別番組 春は必ず来る」に出演しライブハウスから生中継で透明少女を披露した。

## 人物

### 影響
坂口安吾の小説の標題『私は海を抱きしめていたい』をナンバーガールの曲中に用いている。また、「PIXIE DU」では『安吾は　はっか煙草を　吸いながら』など実名が詩に登場している。さらに、『猫町』という言葉をナンバーガールとZAZEN BOYSの曲の歌詞に用いているが、これは萩原朔太郎の小説の表題とは関係なく、本人曰く「パクったんじゃない、かぶっただけ」とのこと。

### 嗜好
酒豪であり、ライブ中にはよくビールを飲んでいる。好きな焼酎の銘柄は、大分麦焼酎二階堂、宮崎本店キンミヤ焼酎。ラーメンをはじめとする麺類を好む。公式HP上に記されるところでは、一時期は麺をほぼ主食としていた。マルタイの袋めん「これだ」を好んで食べている。かつてbounce.comで行っていた連載「向井秀徳の妄想処方箋」では、提案されるシチュエーションに合った音盤の紹介と共に、毎回なんらかの麺類も紹介されていた。自作のラーメンも研究している。完成したラーメンは「MATSURIラーメン」と称し、商品化を企画中。店舗でメニューとして扱ってくれる、あるいはカップラーメン化等その形態は問わず、スポンサーになってくれる企業を募集していた。また、札幌にある めん三郎というラーメン屋を好み日記で紹介した結果ファンが通い詰めることとなった
また、Scoobie Doのレコーディングで彼らをMATSURI STUDIOに招き入れた際は、毎回のように鍋を振る舞いもてなしたという。

### 使用楽器・奏法・スタジオ
奏法においては「オレ押さえ」というギター奏法を考案し使用。平行7度、および1、2弦の開放弦を利用していることや、人差し指をあまり使わない点が特徴。オレ押さえについて向井は「3歳ぐらいの時にクーラーの室外機に指を突っ込んで左手の人差し指の先を少し欠損しているため、楽な方法を自然に作っていったんじゃないか」と述懐している。他に、単語や語尾を繰り返し発音し、ボーカルの残響音を口で表現する「人力ディレイ」もある。
長くフェンダー社の「テレキャスター」を愛用するが、汗で音が出なくなるなどの理由で、何本も買い換えている。本人は「ギターというものは弾き手次第でどれでも同じ、なおかつ消耗品である」という考えを持っており、壊れたら捨ててしまうという。スタインバーガーのギターやローランドのアナログシンセサイザーJUNO-106も使用している。また長渕剛のファンで、20数万円の長渕モデルのアコースティックギターを購入したと語っている。
ごく一部の楽曲やデモではAKAIのサンプラーMPC2000等による打ち込みを行う事もある。最終的な楽曲のアウトプットはバンドサウンドである事にこだわりを持っているが、MATSURI STUDIOでのレコーディングや練習時にはハードディスクレコーダーも使用している。

#### MATSURI STUDIO
三味線を購入し自宅で演奏していたが隣の家から苦情が来た為、自宅とは別に音楽拠点を設ける事を決意。ナンバーガール解散後に自らのスタジオ「MATSURI STUDIO」を設立し、同名のレーベルからZAZEN BOYSの音源を発表した。スタジオの二階には大家さんが住んでいる為、夜八時以降の音出しは基本的にできない。向井個人やZAZEN BOYSの作品製作、練習などを行う活動拠点としての役割のほかに、前述のようにScoobie DoやLEO今井、セドロなどの作品のレコーディングも昨今は行われている。
QuickJapanのインタビューでは、「MATSURI STUDIO」は当初「BIKKURI STUDIO」という名称だった。しかし向井本人が次第にビックリしなくなり、「BIKKURI MATSURI STUDIO」と改名。最終的にその後の「MATSURI STUDIO」に至ったと語っている。
レーベルとしてはZAZEN BOYS以外に向井とLEO今井によるユニットKimonos(LPのみ)、ZAZEN BOYSの元メンバーである吉田一郎不可触世界の作品が発売されている。

### キャラクター設定
向井本人とは別人という設定で、向畑徳徳、向井徳次郎という名前で登場することがある。向畑徳徳は、持ち曲一曲を抱えて全国を行商するいま話題のシンガー・ソングライター（リリースはない）であり、Podcast「Podcast向井」で演奏している。向井徳次郎は宇宙人と交信ができるという少年、中州元気（荒川良々）とユニット「九州ギャザー」を結成する「豚小屋経営のシンガー・ソングライター」という設定。徳次郎はグループ魂のライヴやCDに登場するキャラクターである。

### 評価
音楽ライターの金子厚武は「日本のロックシーンの第一線に立ち続け、無数のフォロワーを増やし続けている」と指摘している。

### その他
- 中学生の時、自分と音楽の趣味が近い者を探すためにクラスメイトに「好きなミュージシャンランキング」を書いてもらっていた。
- 高校生の時、最後の文化祭でその頃はまだマイナーだったラップを作詞し発表した。
- eastern youthの吉野寿、椎名林檎、グループ魂、くるりの岸田繁らと親交が深く、最近では作家の古川日出男と共に朗読・弾き語りセッションという異色のライヴをおこなった。
- ドラマ『カルテット』における芝居に強い衝撃を受けて以来、役者・吉岡里帆のファンを名乗っている[7]。
- 弾き語りライヴのとき、「福岡の後輩」と紹介し、YUIの曲（主にCHE.R.RY）をカヴァーすることがある。YUI自身も彼のファンである。
- 弾き語りライヴのとき、長渕剛の曲 (激愛、YOU CHANGED YOUR MIND、シリアスなど) をカヴァーすることがある。また、長渕のアルバムの暗い曲だけを集めた「アシッド長渕ベスト」を勝手に作って愛聴してるという。

## 参加作品など
- 2001年 - 『ストレンジ・サーカス～ヘッドエイクサウンズサンプラーCD～』に「猫町音頭」で参加。
- 2004年 - 映画「カナリア」のエンディングテーマに『ZAZEN BOYS』収録のアレンジ「自問自答『カナリア』ミックス」を提供。
- 2007年 - 中納良恵（EGO-WRAPPIN'）のアルバム『ソレイユ』収録の「空の記憶」、「無題4」、「ソラノキオク 」の3曲をプロデュース。
- 2007年 - 高見沢俊彦（THE ALFEE）のアルバム『Kaleidoscope』収録の「けだるい色の花」を作詞。
- 2008年 - ポカリスエットのCMでナレーションに起用される。
- 2009年 - 映画『少年メリケンサック』のオリジナル・サウンドトラックを作成。
- 2010年 - 歌舞伎座さよなら公演十二月大歌舞伎『大江戸りびんぐでっど』（宮藤官九郎作・演出）の音楽を担当。
- 2010年 - 中村弘二のソロプロジェクト「iLL」のアルバム『∀』の収録曲「死ぬまでDANCE」に作詞・作曲で参加。
- 2011年 - LITTLE CREATURESのトリビュートアルバム『リ・トル・クリーチャーズ』に「HOUSE OF PIANO」で参加。
- 2011年 - スガダイローのアルバム『八番勝負』に「二〇一一年 五月十一日 向井秀徳」で参加。
- 2012年 - 故郷である佐賀県の公式プロモーション映像に楽曲提供[8]。
- 2013年 - 百々和宏(MO'SOME TONEBENDER)のソロアルバム『ゆめとうつつとまぼろしと』の「ともをまつ with 向井秀徳」で参加。
- 2013年 - 映画『中学生円山』の音楽を担当。
- 2014年 - テレビアニメ『スペース☆ダンディ』のBGM制作に参加（スペース☆ダンディバンド名義）。劇中歌「かんちがいロンリーナイト」（歌：諏訪部順一）は向井本人のボーカルバージョンも配信販売された。
- 2015年 - eastern youthのアルバム『ボトムオブザワールド』収録の「直に掴み取れ」にコーラスで参加。
- 2015年 - 椎名林檎の『神様、仏様』にラップ担当として参加。また、椎名が出演しているauのCM「isai vivid 『横切るisai』」篇のナレーションにも起用される。第66回NHK紅白歌合戦における椎名のパフォーマンスでも同様にゲスト出演した。
- 2016年 - 映画『ディストラクション・ベイビーズ』で音楽を担当[9]。
- 2016年 - 映画『TOO YOUNG TO DIE! 若くして死ぬ』の音楽を担当。アルバム『TOO YOUNG TO DIE! 地獄の歌地獄』にはボーナストラックに「スーサイド -向井秀徳 Version-」「五戒の唄のバラード -向井秀徳 Version-」が収録されている。
- 2018年 - ドキュメンタリー映画『地蔵とリビドー』（笠谷圭見監督）に出演[10]。

## 主なライブ
NUMBER GIRL、ZAZEN BOYSは別称参照。

### ワンマンライブ・主催イベント
- 2013年 - 向井秀徳アコースティック&エレクトリックツアー2013
- 2016年 - 向井秀徳アコースティック&エレクトリック ～MATSURI SESSION AT ビルボードライブ大阪～

### 出演イベント
※は「向井秀徳アコースティック & エレクトリック」名義での出演
- 2003年12月06日 - 百鬼夜行 2003
- 2003年12月29日 - COUNTDOWN JAPAN 03/04(「無戒秀徳アコースティック & エレクトリック」名義)
- 2004年07月31日 - FUJI ROCK FESTIVAL '04(「無戒秀徳」名義)
- 2004年08月14日 - RISING SUN ROCK FESTIVAL 2004 in EZO(「無戒秀徳アコースティック & エレクトリック」名義)
- 2005年07月17日 - Slow Music Slow LIVE '05(「無戒秀徳アコースティック & エレクトリック」名義)
- 2006年02月11日 - JAPAN CIRCUIT vol.30 ※
- 2006年04月30日 - ARABAKI ROCK FEST.06 ※
- 2006年08月19日 - RISING SUN ROCK FESTIVAL 2006 in EZO ※
- 2007年07月01日 - 夏びらき MUSIC FESTIVAL 2007 ※
- 2007年07月22日 - SETSTOCK'07
- 2007年08月11日 - AOMORI ROCK FESTIVAL '07 ～夏の魔物～ ※
- 2010年03月15日 - 崖っぷちセッション特別編 藤掛正隆+早川岳晴+吉兼聡+向井秀徳
- 2010年05月01日 - ARABAKI ROCK FEST.10 ※
- 2010年08月13日 - RISING SUN ROCK FESTIVAL 2010 in EZO ※
- 2011年07月19日 - 音霊 OTODAMA SEA STUDIO 2011 「サマー音・ザ・ビーチ Supported by J-WAVE TOKYO REAL-EYES」 ※
- 2011年08月13日 - RISING SUN ROCK FESTIVAL 2011 in EZO
- 2011年10月15日 - THE MATSURI SESSION ※
- 2012年05月04日 - JAPAN JAM 2012 ※
- 2012年05月12日 - TOSA baSH ※
- 2012年06月16日 - 第7回 東京うたの日コンサート ※
- 2012年07月01日 - Shimokitazawa Indie Fanclub 2012 ※
- 2012年08月11日 - RISING SUN ROCK FESTIVAL 2012 in EZO ※
- 2012年08月18日 - SETSTOCK'12 -10th Anniversary in Bihoku- ※
- 2012年08月24日 - OTODAMA ACO ROCK FES 2012 ※
- 2012年08月25日 - MONSTER baSH 2012 ※
- 2012年10月20日 - 森、道、市場 2012 ※
- 2013年03月17日 - MUSIC CUBE 13 ※
- 2013年05月03日 - JAPAN JAM 2013 ※
- 2013年05月18日 - CIRCLE '13 ※
- 2013年08月22日 - 裸の王様 wear.2 ※
- 2013年08月24日 - 音と波の夕涼み 2013 ※
- 2014年01月12日〜02月09日 - 2014年、『共騒アパートメント』 ※
- 2014年02月19日 - Wordplay vol.10 ※
- 2014年03月01日 - 水曜日のカンパネラ presents オトトイの地下室 ※
- 2014年03月15日 - alternative tokyo ※
- 2014年04月18日〜20日 - 七尾旅人と向井秀徳「九州にて消息不明ツアー」 ※
- 2014年05月17日 - CELLULOID 1st ANNIVERSARY ※
- 2014年05月25日 - NICE TIME 2014 ※
- 2014年05月27日・28日 - Yes,We Love butchers ※
- 2014年05月31日 - GO OUT CAMP 猪苗代 ※
- 2014年07月20日 - 所沢 夏びらき MUSIC FESTIVAL 2014 ※
- 2014年07月21日 - AOMORI ROCK FESTIVAL '14 ～夏の魔物～ ※
- 2014年08月24日 - WILD BUNCH FEST. 2014 ※
- 2014年09月06日 - BAYCAMP 2014 ※
- 2014年10月26日 - ビートとハートの渦模様 ※
- 2014年11月13日 - 内田勘太郎 YOKOHAMA MEETING Vol.24
- 2015年01月08日 - 畳の国のひとだもの 2015 新春 其の四 ※
- 2015年04月12日 - SEVEN'S ENTERTAINMENT presents "Seven's-Leaf Clover vol.0" ～弾き語リストの集い～ ※
- 2015年05月24日 - Rainbow's End 2015 ※
- 2015年06月09日 - KING BROTHERS presents 「喧嘩記念日5days×渋谷トウセンビル炎上2015」 ※
- 2015年06月12日 - THE SUN ALSO RISES vol.13 ※
- 2015年07月03日 - 夏の魔物プレイベント～試練シリーズ最終章～ ※
- 2015年07月11日 - SENSEKI TRAIN FES ※
- 2015年08月07日 - 夏のVIVA YOUNG! 5DAYS!! ～男たちの放路～ ※
- 2015年08月26日 - MATSURI SESSION AT ビルボードライブ東京 ※
- 2015年09月12日 - AOMORI ROCK FESTIVAL '15 ～夏の魔物～ ※
- 2015年10月11日 - STARS ON 15 ※
- 2015年11月01日 - 愛知大学 豊橋キャンパス 第69回 愛大祭 ※
- 2015年11月03日 - 多摩美術大学芸術祭2015「たまむすび」ライブイベント ※
- 2015年12月29日 - COUNTDOWN JAPAN 15/16 ※
TOO YOUNG TO DIE! (神木隆之介, 桐谷健太, 清野菜名, 皆川猿時, 宮藤官九郎, WAGDUG FUTURISTIC UNITY, 向井秀徳)名義での出演
- 2016年02月01日 - Planet K 17th Anniversary「17th SPECIAL」 ※
- 2016年02月28日 - みんなの戦艦2016 戦艦と艦長がダブルで生誕10周年祭 ※
- 2016年05月15日 - CIRCLE '16 ※
- 2016年06月05日 - MiMi Fes! ※
- 2016年09月24日 - りんご音楽祭2016 ※

## ナレーション

### CM
- 大塚製薬 ポカリスエット「魔法の手」篇（2008年）
- auスマートフォン isai vivid「横切るisai」篇（2015年）
- アサヒ ザ・リッチ「何がリッチだ?」篇 「新ジャンルで?」篇（2020年）
- アサヒ ザ・リッチ「出会い」篇「好きだ」篇（2020年）
- アサヒ ザ・リッチ「北大路 新ザ・リッチ ここまでとは！」篇「竹野内 新ザ・リッチ こんなにおいしくなるの！」篇「長澤 新ザ・リッチ めちゃめちゃおいしくなってる！」篇（2021年）

### テレビ
- 第26回FNSドキュメンタリー大賞 ノミネート作品「透明な外国人たち 彼らに支えられた街TOKYO」（2017年7月2日、フジテレビ）
- ドキュメント72時間「新宿・24時間営業の音楽スタジオ ぼくらがバンドを組む理由」（2019年1月11日、NHK総合）
- テレメンタリー2019「平成サヨナラ歌舞伎町〜消えたヤクザとホームレス〜」（2019年4月28日、テレビ朝日）
- テレメンタリー2020「歌舞伎町 最後のキャバレー」（2020年4月12日、テレビ朝日）

## 著書
- 厚岸のおかず（2010年11月11日、イースト・プレス）ISBN 978-4781605005
- 三栖一明（2017年8月26日、ギャンビット）ISBN 978-4907462314

## 受賞歴
- 第33回日本アカデミー賞 優秀音楽賞[11]